# Hôtel de Ville (métro de Paris)
Pour l’article homonyme, voir Hôtel de ville.
Hôtel de Ville est une station des lignes 1 et 11 du métro de Paris, située dans le 4e arrondissement de Paris.

## Situation
La station est implantée au cœur du quartier Saint-Merri, au nord de la place de l'Hôtel-de-Ville - esplanade de la Libération, les quais étant établis :
- sur la ligne 1, sous la rue de Rivoli entre la place de l'Hôtel-de-Ville et la rue de Lobau, selon un axe approximativement orienté est-ouest ;
- sur la ligne 11, sous la rue du Renard entre la rue de Rivoli et la rue du Cloître-Saint-Merri, dans un axe approximativement orienté nord-sud.

Le point d'arrêt de la ligne 1 s'intercale entre les stations Châtelet et Saint-Paul, tandis que celui de la ligne 11 est encadré par le terminus de Châtelet et la station Rambuteau.

## Histoire
La station est ouverte le 19 juillet 1900 avec la mise en service du premier tronçon de la ligne 1 entre Porte de Vincennes et Porte Maillot.

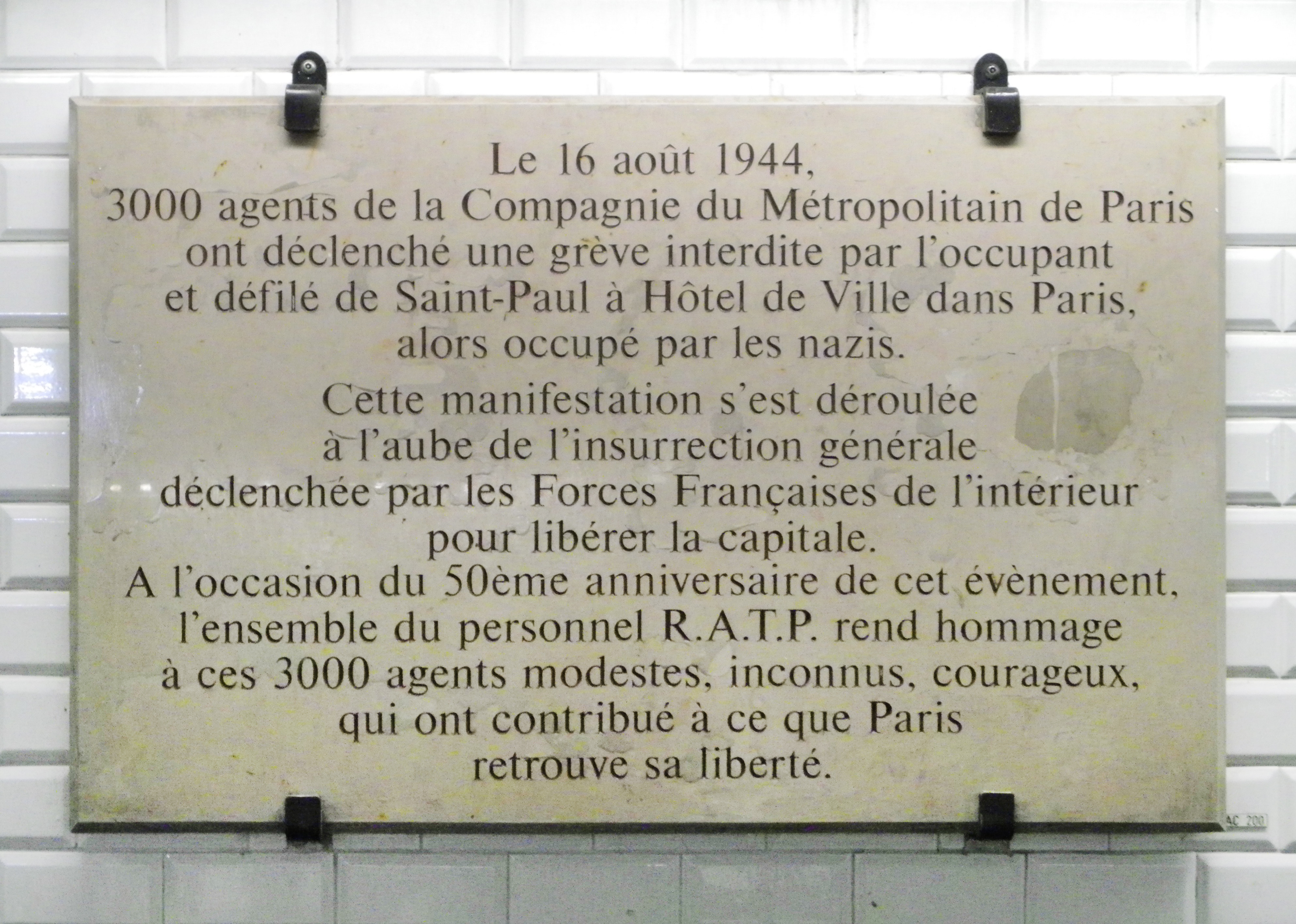
Plaque commémorative du cinquantenaire de la grève des 3000 agents de la Compagnie du Métropolitain de Paris le 16 août 1944 et de leur défilé entre Saint-Paul et Hôtel de Ville à Paris (Libération de Paris).

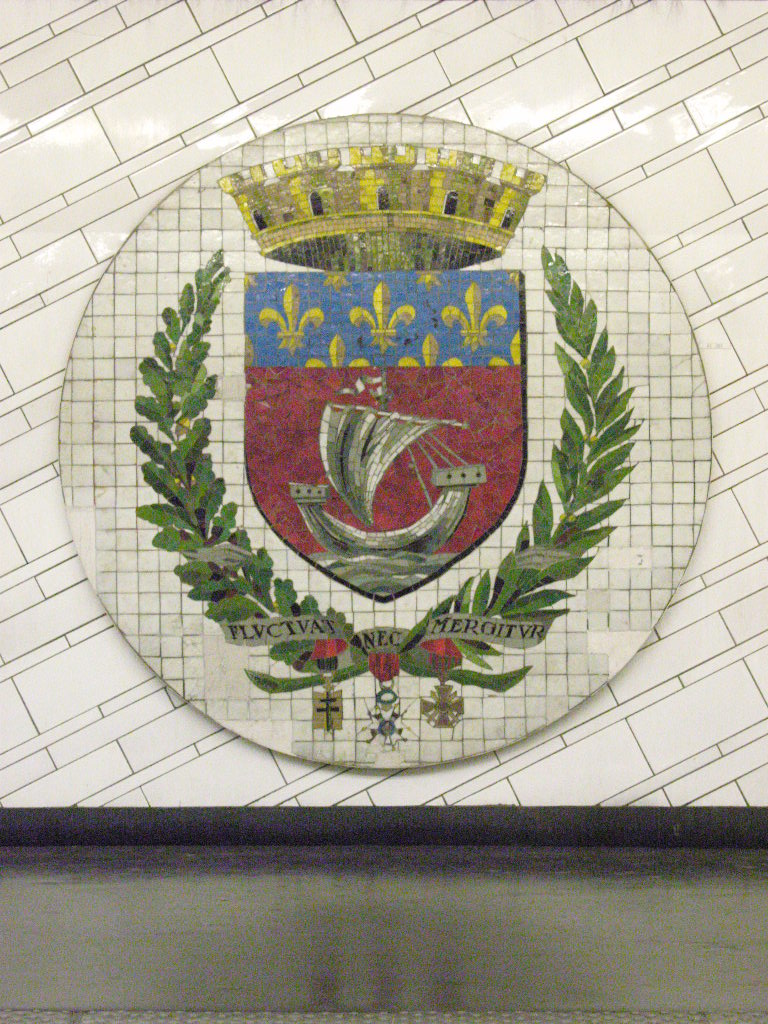
Armoiries de Paris sur un mur de la station.

Elle doit sa dénomination à sa proximité avec l'hôtel de ville de Paris, lequel héberge les institutions municipales de Paris depuis 1357, ainsi qu'avec la place éponyme.
Le 28 avril 1935, la station de la ligne 11 est ouverte à son tour à l'occasion de l'inauguration de son premier tronçon entre Châtelet et Porte des Lilas.
Dans le courant de la même décennie, les quais de la ligne 1 sont allongés à 105 mètres par une couverture en béton armé, ceci afin d'accueillir d'hypothétiques trains de sept voitures, projet qui finalement ne se concrétisa pas.
Comme un tiers des stations du réseau entre 1974 et 1984, les quais de la ligne 1 ont été modernisés par l'adoption du style décoratif « Andreu-Motte », mais selon une déclinaison spécifique s'accompagnant d'un aménagement culturel sur le thème de la Ville de Paris, faisant disparaître les faïences biseautées d'origine au profit de carreaux blancs plats aux dimensions variées.
Depuis 1994, à proximité de l'accès aux quais de la ligne 1, une plaque marque le cinquantenaire de la grève des 3 000 agents de la Compagnie du chemin de fer métropolitain de Paris le 16 août 1944.
Dans le cadre du programme « Renouveau du métro » de la RATP, les couloirs de la station ainsi que l'éclairage des quais de la ligne 11 ont été rénovés en 2005.
Dans le cadre de l'automatisation de la ligne 1, ses quais sont rehaussés durant le week-end des 21 et 22 mars 2009 afin de recevoir des portes palières, lesquelles ont été installées en avril 2010.
Du 8 septembre au 12 octobre 2018, les quais de la ligne 11 sont rehaussés à leur tour puis carrelés afin de permettre l'arrivée du nouveau matériel MP 14 dans le cadre de son prolongement jusqu'à Rosny-Bois-Perrier, nécessitant leur fermeture au public pendant toute la durée des travaux. Du 18 mars au 16 décembre 2019, la station joue provisoirement le rôle de terminus occidental en raison de la fermeture durant 9 mois du terminus de Châtelet, lequel était inadapté en l'état au passage aux rames à cinq voitures (contre quatre actuellement) à venir. Les trains arrivent et repartent ainsi du quai occidental, habituellement desservi par les circulations à destination de Châtelet, la voie du sens opposé étant alors inutilisée temporairement.

Selon les estimations de la RATP, la station a vu entrer 12,3 millions de voyageurs en 2019, ce qui la place à la 11e position des stations de métro pour sa fréquentation sur 302,. En 2020, avec la crise du Covid-19, son trafic annuel tombe à 5 673 100 voyageurs, la reléguant alors au 13e rang, avant de remonter progressivement en 2021 avec 7 251 729 entrants comptabilisés, ce qui la maintient toutefois à la 13e position des stations du réseau pour sa fréquentation cette année-là.

## Services aux voyageurs

### Accès
La station dispose de sept accès : 
- Accès no 1 « rue de Rivoli, côté des nos pairs », face au 70, rue de Rivoli, 48° 51′ 27″ N, 2° 21′ 06″ E ;
- Accès no 2 « rue du Renard » à proximité du Centre Georges-Pompidou, face au 1, rue du Renard, 48° 51′ 28″ N, 2° 21′ 05″ E ;
- Accès no 3 « rue de la Coutellerie » :  31, rue de Rivoli, équipé d'un escalier fixe et d'un escalier mécanique, 48° 51′ 27″ N, 2° 21′ 03″ E ;
- Accès no 4 « avenue Victoria » : 9, place de l'Hôtel-de-Ville, 48° 51′ 26″ N, 2° 21′ 04″ E ;
- Accès no 5 « Hôtel de Ville » : angle nord-est de la place de l'Hôtel-de-Ville, équipé de deux escaliers fixes, 48° 51′ 26″ N, 2° 21′ 08″ E ;
- Accès no 6 « rue de Lobau » : un escalier au 5, rue de Lobau et accès direct au sous-sol du Bazar de l'Hôtel de Ville (BHV) ; cet accès fut orné d'un édicule Guimard (inscrit au titre des monuments historiques par l'arrêté du 25 juillet 1965) jusqu'en 1974 où celui-ci fut déplacé à la station Abbesses sur la ligne 12, 48° 51′ 25″ N, 2° 21′ 12″ E ;
- Accès no 7 « rue du Temple » : ouvert le 11 décembre 2020, il est équipé d'un escalier mécanique sortant et d'un escalier fixe situés face au 14, rue du Temple[7], 48° 51′ 29″ N, 2° 21′ 12″ E.

Accès à la station
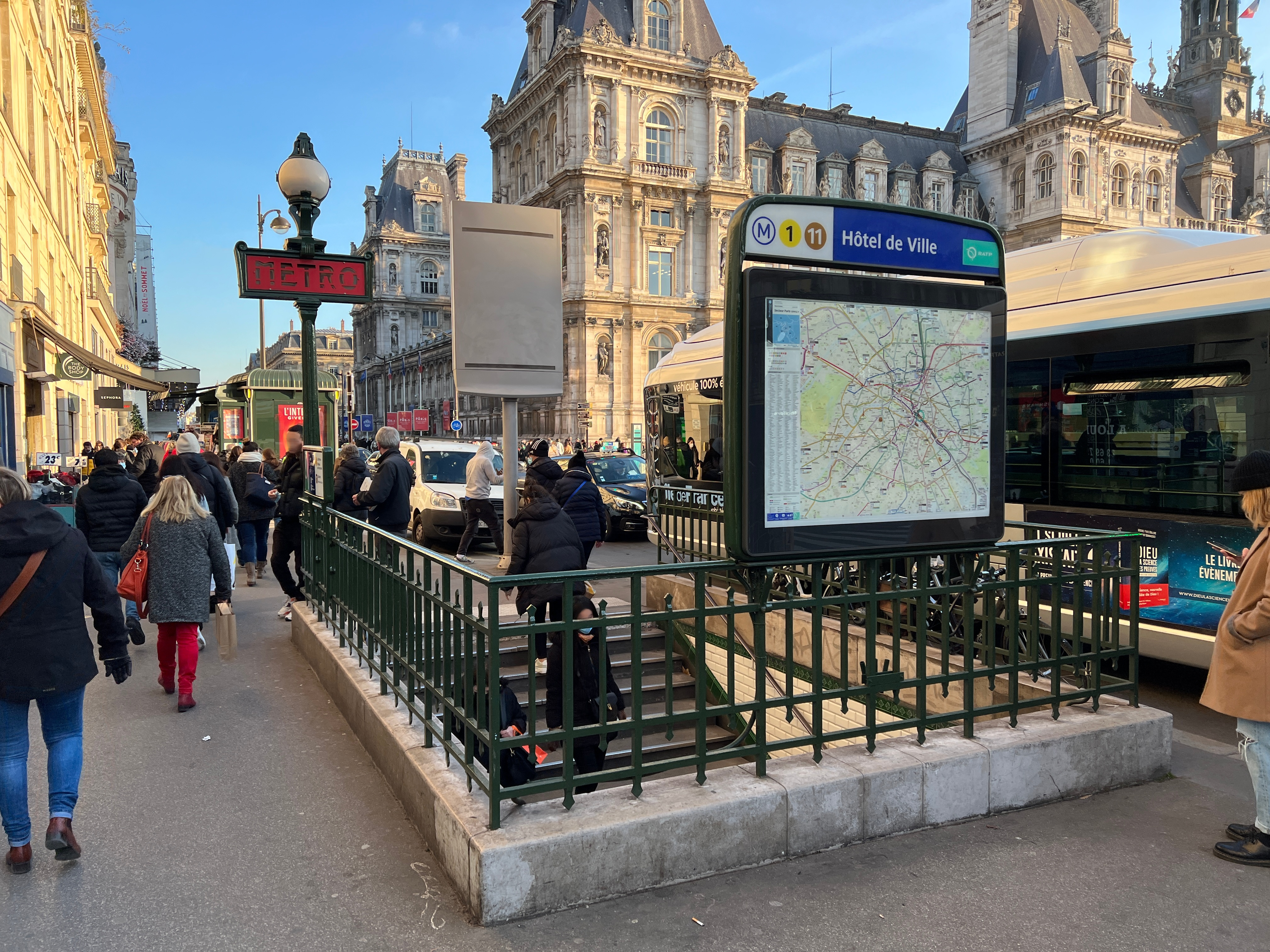
L'accès no 1 « Rue de Rivoli ».
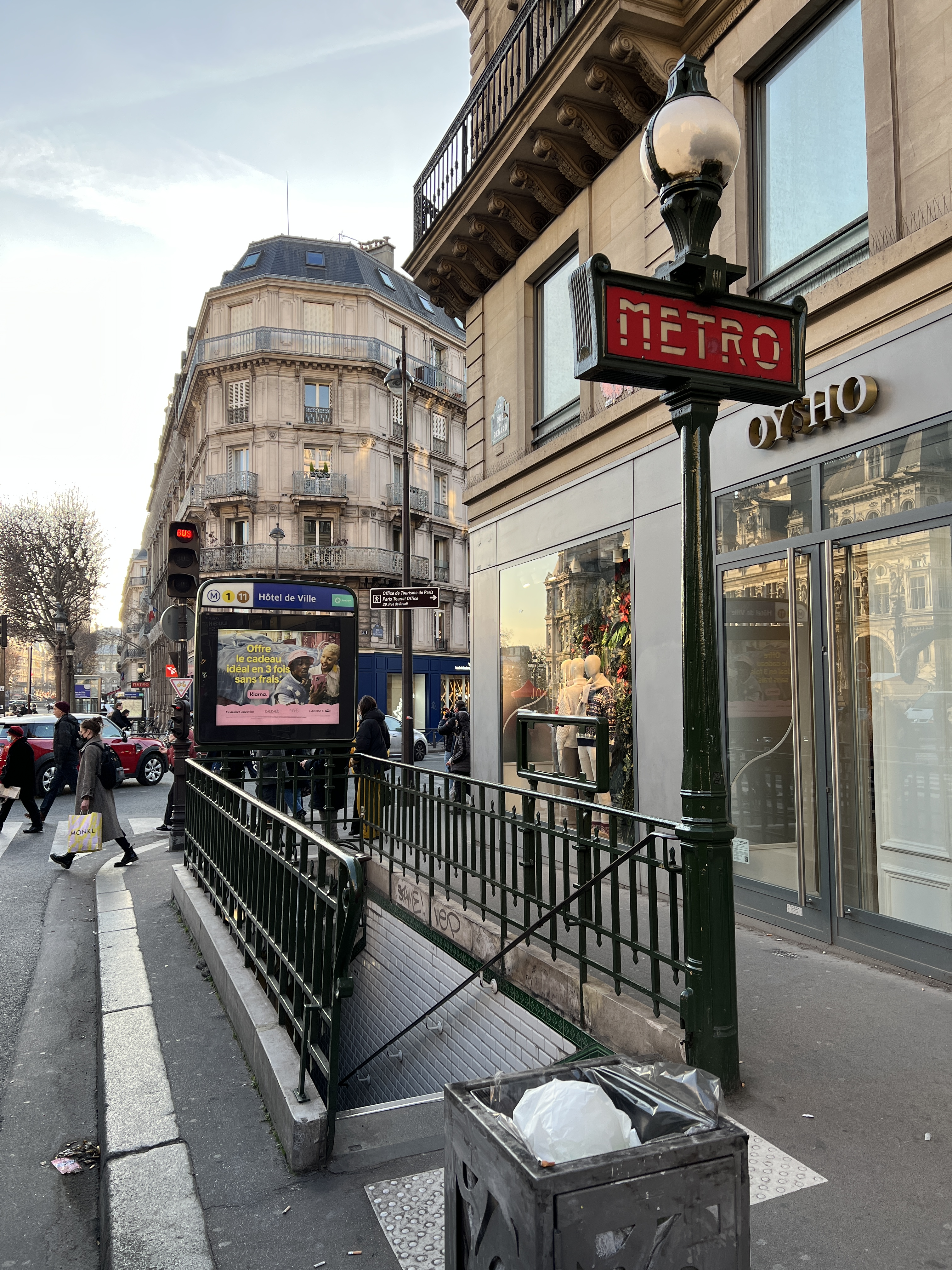
L'accès no 2 « Rue du Renard ».
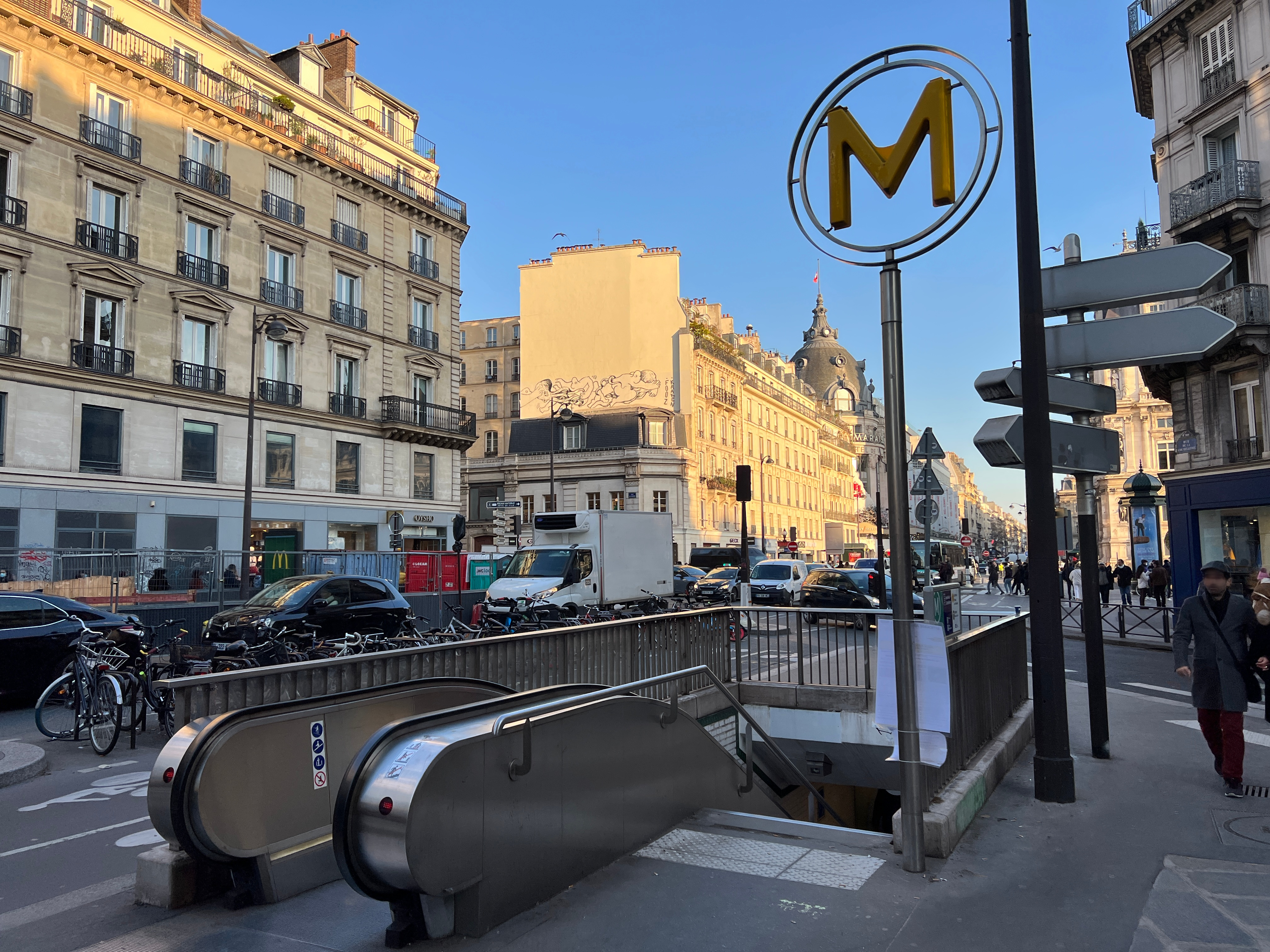
L'accès no 3 « Rue de la Coutellerie ».
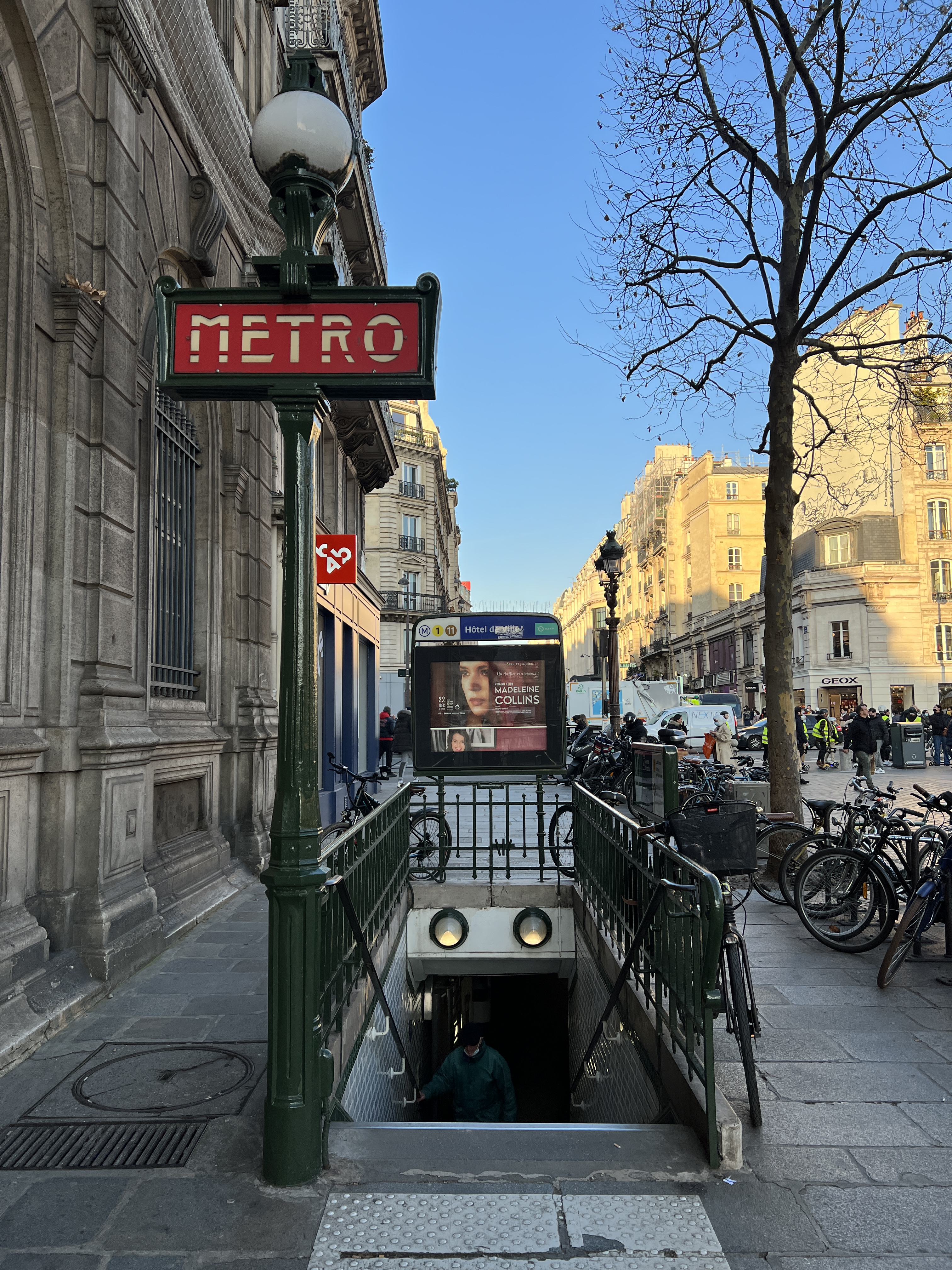
L'accès no 4 « Avenue Victoria ».
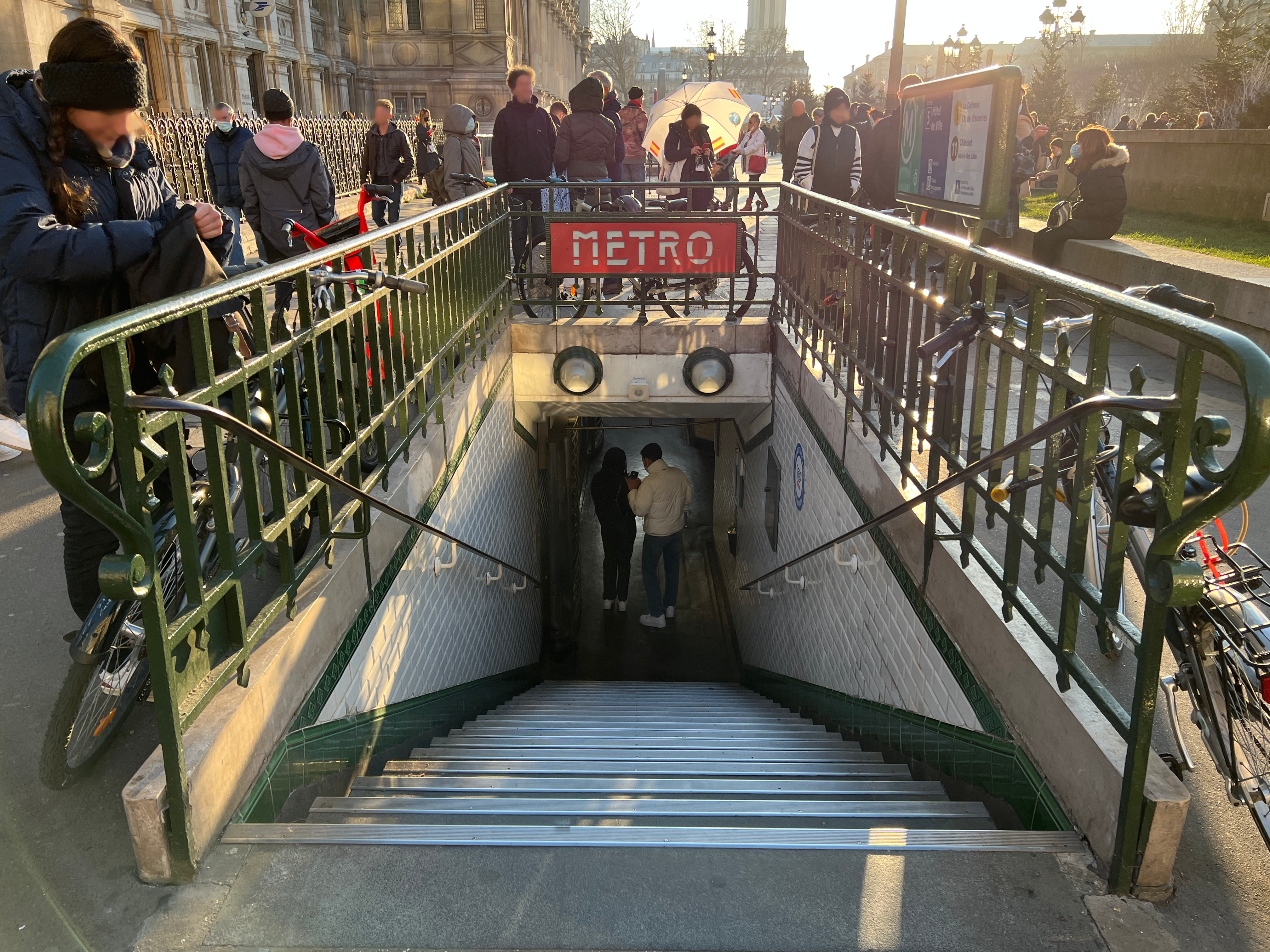
L'accès no 5 « Hôtel de Ville ».
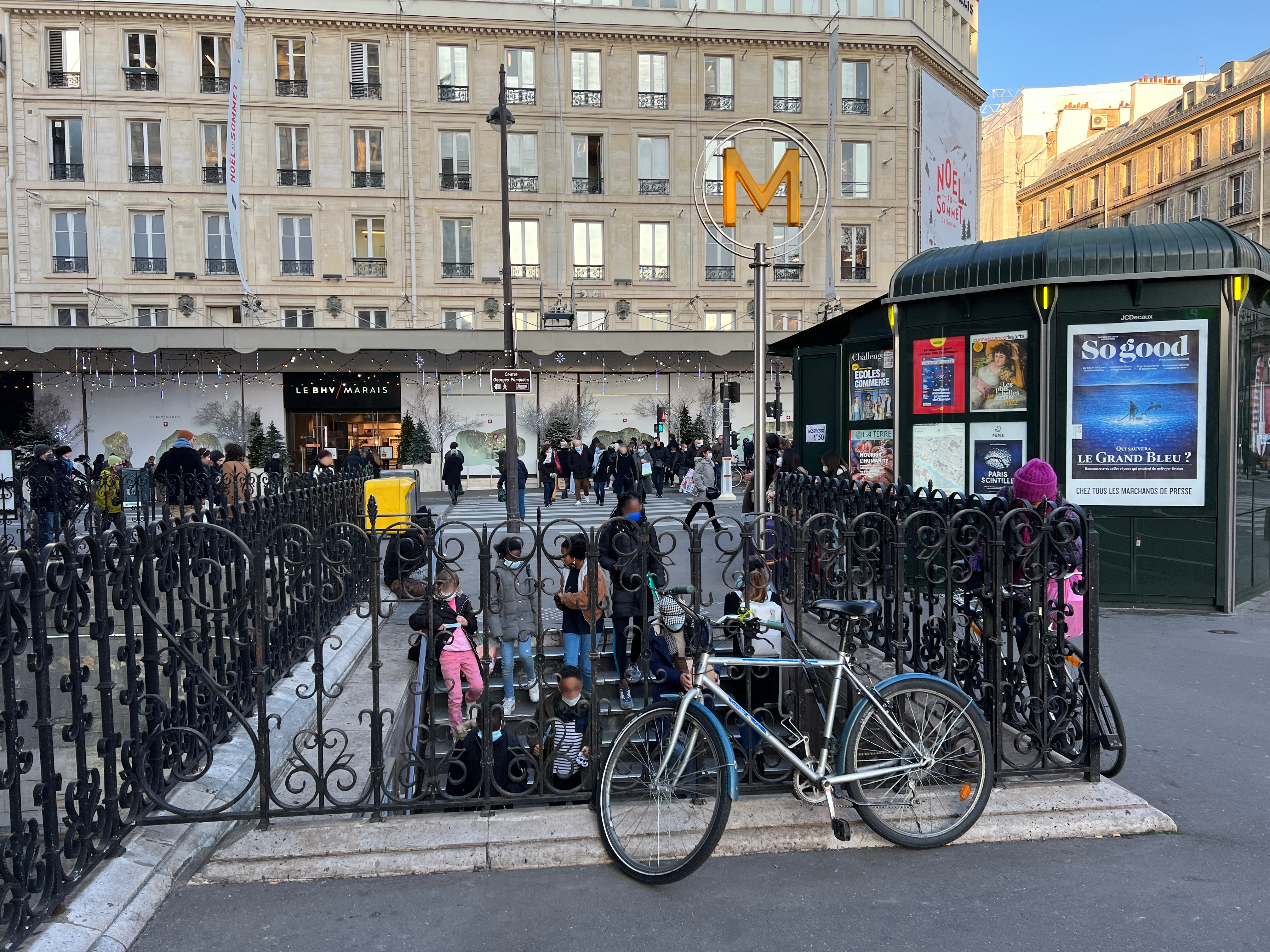
L'accès no 6 « Rue de Lobau ».
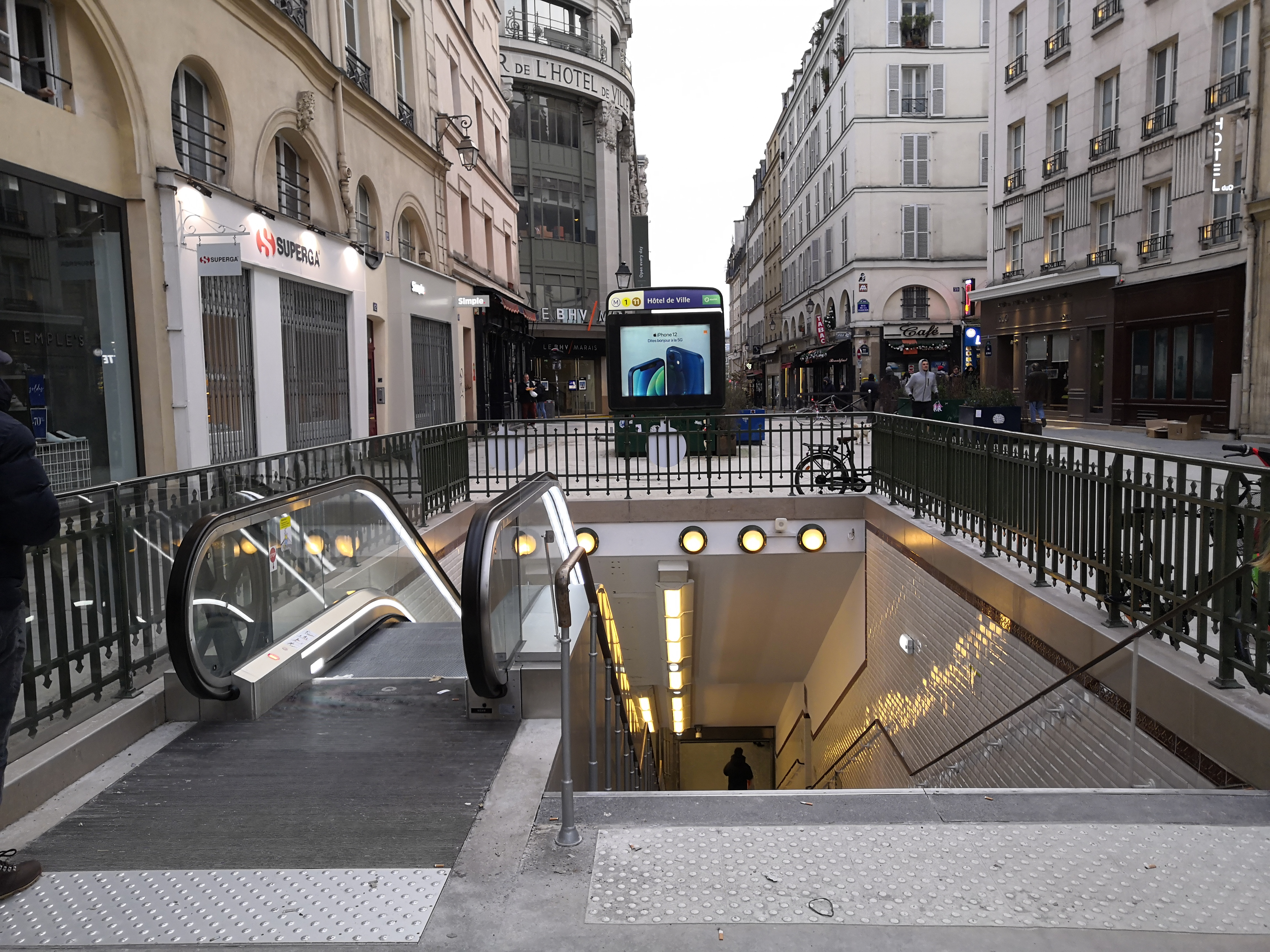
L'accès no 7 « Rue du Temple ».

### Quais
Les quais des deux lignes sont de configuration standard : au nombre de deux par point d'arrêt, ils sont séparés par les voies du métro situées au centre.

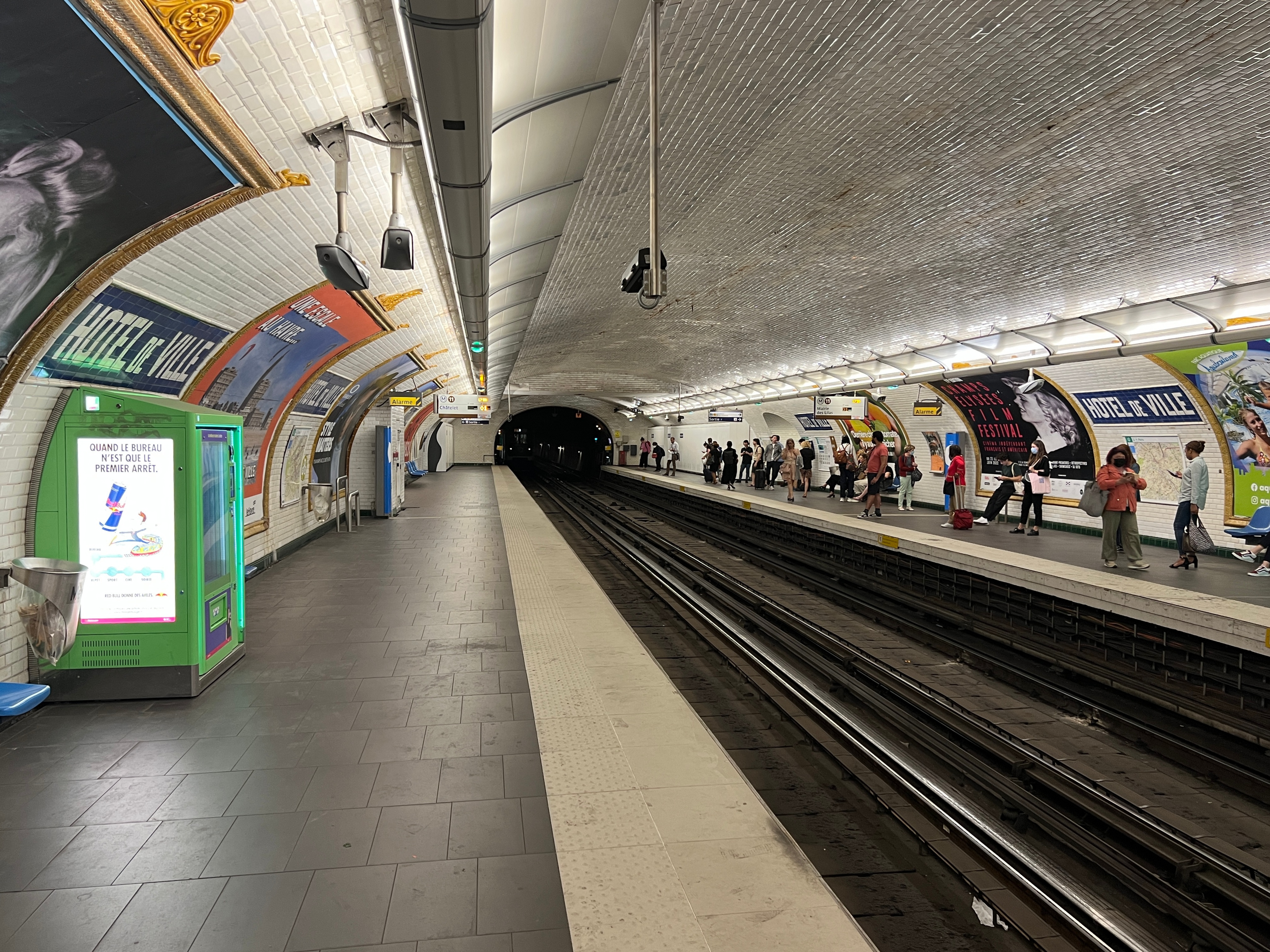
Quais de la ligne 11.

La station de la ligne 1 est établie à fleur de sol : le plafond est constitué d'un tablier métallique, dont les poutres, peintes en blanc pour la plupart, sont supportées par des piédroits verticaux. Toutefois, l'extension occidentale de la station réalisée dans les années 1930 pour un hypothétique passage de la ligne aux rames à sept voitures (finalement abandonné) possède un plafond en béton armé, également peint en blanc. Une fresque rassemblant l'ensemble des descriptifs culturels est présentée sur ceux-ci. Elle est régulièrement remplacée par des fresques thématiques ou d'actualité. Cet aménagement culturel est marié à une déclinaison spécifique du style « Andreu-Motte » aux couleurs de la ville de Paris avec deux rampes lumineuses bleues et des sièges « coque », typiques du style « Motte », rouges et bleus. Des carreaux plats blancs de dimensions variables recouvrent les piédroits selon une disposition inclinée et en quinconce, ainsi que les tympans, où ils sont posés verticalement et alignés. Le nom de la station était inscrit en lettres capitales bleues sur plaques transparentes en saillie, jusqu'en 2018 où ces dernières ont été remplacées par des plaques émaillées en police de caractères Parisine. Les quais sont équipés de portes palières mi-hauteur et dépourvus de publicités.

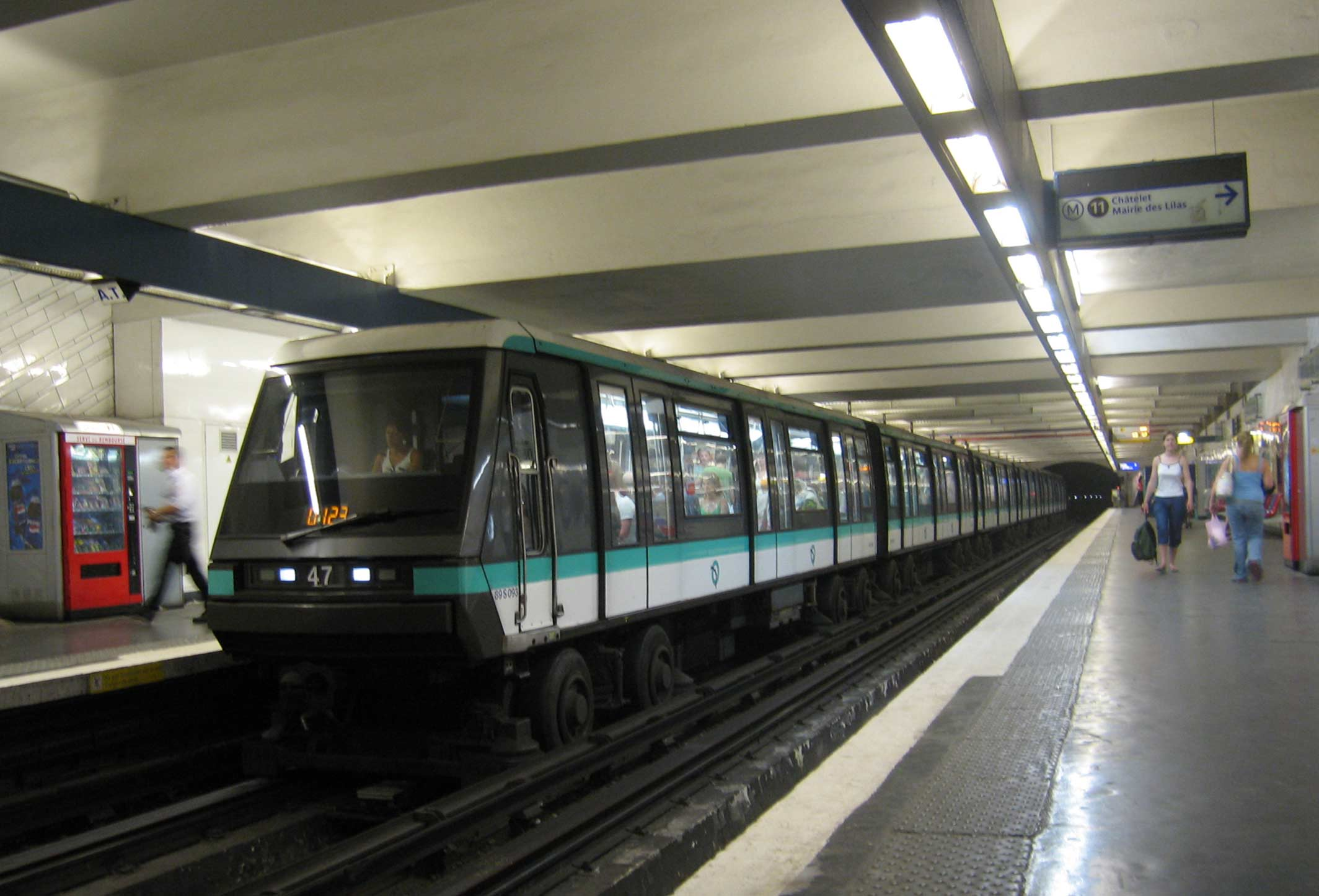
Rame MP 89 sur la ligne 1.

Sur la ligne 11, la voûte est elliptique. La décoration est du style utilisé pour la majorité des stations du métro : les bandeaux d'éclairage sont blancs et arrondis dans le style « Gaudin » du « Renouveau du métro » des années 2000, et les carreaux en céramique blancs biseautés recouvrent les piédroits, la voûte et les tympans. Les cadres publicitaires sont en faïence de couleur miel à motifs végétaux et le nom de la station est également incorporé dans la faïence selon le style d'entre-deux-guerres de la CMP d'origine. Les quais sont carrelés en gris anthracite et les sièges, de style « Motte », sont de couleur bleue.

### Intermodalité
La station est desservie par les lignes 38, 67, 69, 70, 72, 74, 76 et 96 du réseau de bus RATP. La nuit, elle est desservie par les lignes N11 et N16 du réseau de bus Noctilien.

## Projets
Dans le cadre du projet de prolongement de la ligne 11, il est prévu de créer un accès supplémentaire à l’extrémité nord des quais de la station, côté Rambuteau, débouchant dans la rue du Cloître-Saint-Merri. Cet accès secondaire permettra la desserte du centre Georges-Pompidou.

## À proximité
- Hôtel de ville de Paris
- Bazar de l'Hôtel de Ville
- Mairie du 4e arrondissement
- Église Saint-Gervais-Saint-Protais
- Tour Saint-Jacques
- Square de la Tour-Saint-Jacques
- Fontaine Stravinsky
- Théâtre du Point-Virgule